# District de Beaugency
Le district de Beaugency est une ancienne division administrative française du département du Loiret de 1790 à 1795.

## Géographie
Le district de Beaugency est composé des cantons de Baule, Beaugency, Cleri, Epieds, Huisseau, Lailli et Meung.